# Patrick Thomassen
Patrick Gerardus Johannes Thomassen (25 agosto 1965) è un ex giocatore di calcio a 5 olandese.

## Carriera
Arrivato in Nazionale di calcio a 5 dei Paesi Bassi solamente in tarda età, partecipa al FIFA Futsal World Championship 2000 in Guatemala dove la nazionale arancione e giunta sino al secondo turno, nel girone comprendente Spagna, Portogallo e Croazia. L'anno successivo Thomassen fa di nuovo parte della selezione nazionale che partecipa senza molta fortuna allo UEFA Futsal Championship 2001 dove gli arancioni non superano il primo turno. Nel 2003 i Paesi Bassi mancano la qualificazione sia all'Europeo che al Mondiale, mentre nel 2005 è tra i 14 convocati per l'Europeo in Repubblica Ceca.